# Alex Brightman
Alexander Michael Brightman (nacido el 5 de febrero de 1987) es un actor, cantante, comediante y escritor estadounidense. Es mejor conocido por su trabajo en teatro musical, específicamente como Dewey Finn en la adaptación musical de Escuela de rock y el personaje principal de Beetlejuice the Musical. Ambos papeles le valieron nominaciones al Premio Tony al mejor actor principal en un musical en 2016 y 2019 respectivamente.

## Primeros años
Brightman creció en Saratoga, California. Él es judío. Su padre fundó el Worldwide Disabilities Solutions Group de Apple y su madre dirigía una clínica de diálisis renal. Asistió a Bellarmine College Preparatory, una escuela secundaria jesuita exclusivamente para hombres en San José, California, y se graduó en 2005. Además, actuó con el Teatro Musical Infantil San José durante su juventud.

## Carrera

### Broadway
Brightman trabajó por primera vez en Broadway en 2008, como miembro del conjunto y suplente en Glory Days, que cerró después de una sola presentación. Brightman nunca actuó en el espectáculo. A partir de entonces, Brightman fue elegido como el munchkin Boq e hizo su debut en Broadway en Wicked. Permaneció en el programa durante dos años. Su siguiente papel en Broadway fue en 2012 en Big Fish como miembro del conjunto y suplente de un papel principal. Más tarde, en 2013, Brightman fue elegido como Michael Wormwood en Matilda.
En 2014, Brightman se unió al musical de Andrew Lloyd Webber, School of Rock, adaptado de la película de 2003 del mismo nombre. Inicialmente, Brightman interpretó varios papeles que estaban destinados a ser interpretados por niños actores, pero que fueron interpretados por adultos para los talleres. Brightman fue elegido para el papel protagónico de Dewey, primero, en las presentaciones del concierto del show y luego, en su primer papel protagónico, en la producción de Broadway. Brightman actuó como Dewey Finn en el Winter Garden Theatre de Broadway. Por esta actuación, Brightman recibió una nominación al Premio Tony al mejor actor principal en un musical. Brightman realizó su última actuación como Dewey el 5 de noviembre de 2016 y volvió a retomar el papel por un período limitado en abril de 2017. Regresó a Broadway en 2019 para interpretar el papel principal en Beetlejuice (basada en la película del mismo nombre). Fue nuevamente nominado al premio Tony al mejor actor en un musical en la 73.ª ceremonia de los premios Tony. 

### Otros trabajos
Brightman es miembro del grupo de comedia The (M)orons, junto con sus compañeros actores y escritores de Broadway, Andrew Kober, F. Michael Haynie y Drew Gasparini. Brightman ha desarrollado dos musicales titulados The Whipping Boy y It's Kind of a Funny Story (basado en la novela del mismo nombre), con Gasparini, para los cuales Brightman escribió el guion. Brightman hizo una aparición en Impractical Jokers durante el castigo musical de Brian "Q" Quinn que se basa en la experiencia de la vida real de este último como bombero y en dejar esa vida atrás por la fama televisiva. En octubre de 2019, se anunció que Brightman se unirá al elenco de la película de comedia dirigida por Billy Crystal Here Today. Se reveló en 2020 que Brightman daría voz al personaje Fizzarolli y su doble robótico Robo Fizz, en la serie web animada Helluva Boss. Además, prestó su voz a Pugsley y al demonio que lo posee, Temeluchus, en la serie animada de Netflix Dead End: El parque del terror. 
En la décima temporada de The Blacklist, interpreta a Herbie Hambright, padre de una niña que lleva pañales a todas partes.
A partir del 9 de enero de 2024, revivirá su papel de Lancelot en una reposición de Broadway del musical Spamalot.

## Vida personal
Brightman se casó con la directora de casting Jenny Ravitz el 21 de mayo de 2018 en una ceremonia en Brooklyn.
Brightman ha revelado que utiliza la fonación del pliegue ventricular, lo que le permite crear la voz ronca característica de Beetlejuice y Fizzarolli sin forzar sus cuerdas vocales.
Durante una entrevista de 2023 para The Shark Is Broken, Brightman reveló que tiene trastorno bipolar.

## Créditos teatrales
| Año      | Título                                            | Papel                                                          | Categoría                      | Locación                     |
| -------- | ------------------------------------------------- | -------------------------------------------------------------- | ------------------------------ | ---------------------------- |
| 2008     | Glory Days                                        | u/s Will; u/s Jack                                             | Broadway                       | Circle in the Square Theatre |
| 2008-10  | Wicked                                            | Boq                                                            | Broadway                       | Gershwin Theatre             |
| 2012     | 35MM: A Musical Exhibition                        | Reparto                                                        | Off-Broadway                   | Galapagos Art Space          |
| 2013     | Big Fish                                          | Zacky Price, Reparto; u/s Will Bloom                           | Pre-Broadway                   | Oriental Theatre             |
| 2013     | Big Fish                                          | Zacky Price, Reparto; u/s Will Bloom                           | Broadway                       | Neil Simon Theatre           |
| 2014-15  | Matilda                                           | Michael Wormwood                                               | Broadway                       | Teatro Shubert               |
| 2015-16^ | School of Rock                                    | Dewey Finn                                                     | Broadway                       | Winter Garden Theatre        |
| 2017     | Assassins                                         | Giuseppe Zangara                                               | Off-Broadway                   | New York City Center         |
| 2018     | Beetlejuice                                       | Beetlejuice                                                    | Pre-Broadway                   | National Theater             |
| 2019-20  | Beetlejuice                                       | Beetlejuice                                                    | Broadway                       | Winter Garden Theatre        |
| 2021     | Goosebumps the Musical: Phantom of the Auditorium | Emile                                                          | Original Studio Cast Recording | N/A                          |
| 2022-23  | Beetlejuice                                       | Beetlejuice                                                    | Broadway                       | Marquis Theatre              |
| 2023     | Lewberger & The Wizard of Friendship              | Papá de Keith                                                  | Off-Broadway                   | Theatre Row                  |
| 2023     | Spamalot                                          | Sir Lancelot/The French Taunter/Knight of Ni/Tim the Enchanter | Regional                       | Centro Kennedy               |
| 2023     | The Shark is Broken                               | Richard Dreyfuss                                               | Broadway                       | John Golden Theatre          |
| 2024     | Spamalot                                          | Sir Lancelot/The French Taunter/Knight of Ni/Tim the Enchanter | Broadway                       | Teatro Saint James           |

## Filmografía

### Películas
| Año  | Título           | Papel  | Notas        |
| ---- | ---------------- | ------ | ------------ |
| 2009 | Red Hook         | Roy    |              |
| 2014 | The Forrest Boys | Rodney | Cortometraje |
| 2021 | Here Today       | Justin |              |
| 2024 | The Union        | Gary   |              |

### Televisión
| Año     | Título                               | Papel              | Notas |
| ------- | ------------------------------------ | ------------------ | --- |
| 2009    | Important Things with Demetri Martin | Varios             | Episodio: "Safety", "Brains" |
| 2011    | Royal Pains                          | Chic Geek          | Episodio: "The Shaw/Hank Redemption"                                                                                            |
| 2016    | Impractical Jokers                   | Himself            | Episodio: "Stage Fright" |
| 2017    | SMILF                                | Jesse              | Episodio: "A Box of Dunkies & Two Squirts of Maple Syrup"                                                                       |
| 2018    | The Good Fight                       | Carter Bloom       | Episodio: "Day 436" |
| 2019    | Documentary Now!                     | Kenny              | Episodio: "Original Cast Album: Co-Op"                                                                                          |
| 2020    | Teen Titans Go!                      | Beetlejuice        | Episodio: "Ghost With the Most" (voz)                                                                                           |
| 2020    | Helluva Boss                         | Robo Fizz          | Episodios: "Loo Loo Land", "Ozzie’s", "Oops", "Mammon's Magnificent Musical Mid-Season Special", "The Full Moon" (voz)          |
| 2020    | Helluva Boss                         | Fizzarolli         | Episodios: "Loo Loo Land", "Ozzie’s", "Oops", "Mammon's Magnificent Musical Mid-Season Special", "The Full Moon" (voz)          |
| 2021    | Law & Order: Special Victims Unit    | Gabe Miller        | Episodio: "Turn Me on Take Me Private"                                                                                          |
| 2021    | Blue Bloods                          | Ralph Lamont       | Episodio: "The Common Good" |
| 2022    | Dead End: El parque del terror       | Pugsley            | Protagonista (voz) |
| 2022    | Dead End: El parque del terror       | Temeluchus         | Protagonista (voz) |
| 2022-23 | The Blacklist                        | Herbie Hambright   | Episodio: "Eva Mason", "The Four Guns", "The Dockery Affair", "The Freelancer: Pt. 2", "The Troll Farmer: Pt. 2", "The Postman" |
| 2024    | Hazbin Hotel                         | Sir Pentious, Adán | Protagonista (voz) |